# Gaspar de Quiroga y Vela
Gaspar de Quiroga y Vela (Madrigal de las Altas Torres, 6 de enero de 1512-  Madrid, 20 de noviembre de 1594) fue un eclesiástico español elegido Inquisidor general en 1573, Arzobispo de Toledo en 1577, y creado Cardenal en 1578.

## Biografía
Cursó estudios de Teología y Leyes en la Universidad de Salamanca, donde alcanzó el grado de doctor. Tras ser destinado a Alcalá de Henares, viajó a Roma donde fue auditor del Tribunal de la Rota. Su prestigio hizo que Felipe II, en 1559, le nombrara su enviado para informarle de la situación de los distintos reinos del imperio español en Italia. En 1563 regresó a la península ibérica donde fue nombrado miembro del Consejo Supremo de Justicia, Obispo de Cuenca en 1571 y, en 1573, Inquisidor general, función en la que se le recuerda por haber liberado a Fray Luis de León.
A la muerte del arzobispo de Toledo, Bartolomé Carranza en Roma, el rey Felipe II pensó en un clérigo anciano y manejable para ocupar el cargo y nombró a Quiroga, arzobispo de Toledo en 1577. 
Un año más tarde el Papa Gregorio XIII le concedió el capelo cardenalicio, con el titulus de Santa Balbina.

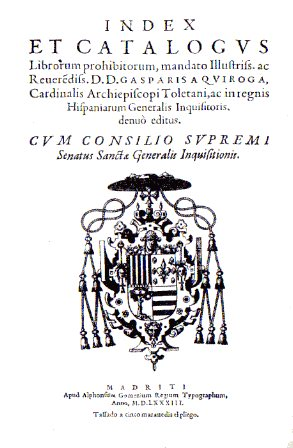
Index et catalogus librorum prohibitorum, autorizado por Gaspar de Quiroga (1583).

La longevidad de Quiroga (aguantó casi 18 años al frente del arzobispado) desesperó al rey, pues pensaba asignar el cargo y sus gigantescas rentas a su sobrino Alberto de Austria y tuvo que esperar mucho más de lo previsible. 
Según el historiador Luis Cabrera de Córdoba, Quiroga falleció de una apoplejía ya muy anciano. Se hizo enterrar en el Monasterio de San Agustín Extramuros de Madrigal de las Altas Torres, al cual dotó con parte de sus rentas, gracias a las cuales el monasterio llegó a conocerse como «El Escorial de Castilla».